# Polykatianna
Polykatianna är ett släkte av urinsekter. Polykatianna ingår i familjen Katiannidae.
Kladogram enligt Catalogue of Life:
| Polykatianna | \| \| Polykatianna cremea \| \| \| \| \| \| Polykatianna davidi \| \| \| \| \| \| Polykatianna flammea \| \| \| \| |
|              | \| \| Polykatianna cremea \| \| \| \| \| \| Polykatianna davidi \| \| \| \| \| \| Polykatianna flammea \| \| \| \| |
|              | Gisinianus |
|              | |
|              | Katianna |
|              | |
|              | Metakatianna |
|              | |
|              | Parakatianna |
|              | |
|              | Pseudokatianna |
|              | |
|              | Rusekianna |
|              | |
|              | Sminthurinus |
|              | |
|              | Vesicephalus |
|              | |
|              | Polykatianna cremea                                                                                                |
|              | |
|              | Polykatianna davidi                                                                                                |
|              | |
|              | Polykatianna flammea                                                                                               |
|              | |

|  | Polykatianna cremea  |
|  |                      |
|  | Polykatianna davidi  |
|  |                      |
|  | Polykatianna flammea |
|  |                      |